# Cymatura orientalis
Cymatura orientalis là một loài bọ cánh cứng trong họ Cerambycidae.